# Zothea meridionalis
Zothea meridionalis är en ringmaskart som beskrevs av Risso 1826. Zothea meridionalis ingår i släktet Zothea och familjen Amphinomidae. Inga underarter finns listade i Catalogue of Life.